# إدارة بوياكا
إدارة بوياكا واحدة من 32 إدارة في كولومبيا، تقع شمال شرق البلاد. عاصمتها هي تونخا. تم إنشاؤها خلال الإصلاح الدستوري للإتحاد الكونفدرالي الغرناطي في 22 مايو 1858. تغطي أراضيها مساحة 23,189 كم²، وعدد سكانها 1242731 نسمة .

## أعلام
- خوان موراليس
- جيفرسون فارغاس
- كريستيان كاميلو مونيوث
- كريستوبال بيريز
- بيدرو موراليس ساول

## أنظر أيضا
- بحيرة فوكوين